# Megaselia congrex
Megaselia congrex är en tvåvingeart som beskrevs av Rudolf Beyer 1965. Megaselia congrex ingår i släktet Megaselia och familjen puckelflugor. Inga underarter finns listade i Catalogue of Life.